# Sphenopholis pensylvanica
Sphenopholis pensylvanica är en gräsart som först beskrevs av Carl von Linné, och fick sitt nu gällande namn av Albert Spear Hitchcock. Sphenopholis pensylvanica ingår i släktet Sphenopholis och familjen gräs. Inga underarter finns listade i Catalogue of Life.